# I. Olaf norvég király
I. Olaf vagy Olaf Tryggvason (óészakiul Óláfr Tryggvason, norvégül Olav Tryggvason), (964 k. – 1000. szeptember 9., Svoldi tengeri ütközet), Norvégia egyesítője és Yngling-házbeli királya 995-től haláláig. Angliában nevelkedett, és ott tért keresztény hitre is. Ő alapította Nidarost (Drontheim), Norvégia fővárosát, és a kereszténységet buzgón terjesztette.

## Élete
Olaf életéről kevés, esetenként egymásnak is ellentmondó adat maradt fenn, tetteinek legismertebb forrásai Brémai Ádám 1080 körüli krónikája, illetve az izlandi Snorri Sturluson 1230 körül íródott Heimskringla című sagájának hatodik része (Óláfs saga Tryggvasonar).

### Gyermek- és ifjúkora
Olaf apja Tryggve Olafsson (óészakiul Tryggvi Ólafsson), az Oslo-fjord vidékén elterülő délkelet-norvégiai Viken törzsfője, egyúttal I. Széphajú Harald norvég király unokája volt. A források szerint 963-ban II. Szürkeköpenyes Harald király megölette a trónjára nézve veszélyes rokont. Tryggve állapotos özvegye, Astrid (Ástríth) az öldöklés elől egy közeli tó elhagyatott szigetére menekült, és ott adott életet fiának, Olafnak. A fiúgyermek élete azonban nem volt biztonságban – lévén a királyi Yngling-dinasztia tagjaként potenciális trónkövetelő –, így anya és gyermeke a Norvég és a Svéd Királyság területén bujdosott. Amikor Olaf hároméves lett, Astrid felkerekedett, hogy a novgorodi Vlagyimir kíséretében szolgáló bátyja, Sigurd (Sigurðr) jóindulatára bízza a maga és fia életét. Hajójukat azonban a Balti-tengeren kalózok támadták meg, akik Olafot és Astridot a normannok által meghódított, mai észtországi területeken rabszolgának adták el. A legenda szerint hat esztendővel később Sigurd a kamasszá cseperedett Olafban felismerte unokaöccsét, kiváltotta és magával vitte ura, Vlagyimir novgorodi (viking nevén holmgardi) udvarába.
Időközben Vlagyimir 980-tól I. Vlagyimir néven a Kijevi Rusz fejedelme lett. A kíséretében szolgáló normann-viking fegyveresek nevelték fel Olafot (de megismerkedett a kereszténységgel is), s a közelharc, a fegyverforgatás valamennyi általuk ismert fogására megtanították. Tizennyolc esztendős korában indult első hadjáratára, amelynek során megtámadta Bornholm szigetét és a vandálok lakta Vindlandot is (a mai Északkelet-Németország partvidékén). Ez utóbbi helyen feleségül vette a helyi király, Boriszláv (Burisleif) Geira nevű leányát (egyes források szerint I. Mieszko lengyel fejedelem leánya volt). Három éven keresztül, felesége hirtelen bekövetkező, feltehetően 985. évi haláláig itt is éltek. Ezt követően Olaf visszatért a viking életmódhoz, s részt vett az Anglia ellen intézett támadásokban és II. Ethelred angol király legyőzésében, aki szövetségest keresett Olafban. Snorri Sturluson krónikája szerint Olaf embereivel ez idő tájt feltűnt Northumbria, az Alba Királyság (ma Skócia), az Orkádok Grófsága (ma Hebridák), Man szigete, Írország, Wales és Valland (ma Franciaország) partjainál, és húszas évei közepére nagy hírnevet vívott ki magának. A 991. augusztus 10-ei maldoni csata megnyerésével jelentősen elősegítette II. Æthelred angol király meghódoltatását, noha az korábban igyekezett Olafot szövetségeséül megnyerni.

### Uralkodása
Olaf mindeközben feltehetően tudatosan készült a norvég trón megszerzésére, különösen miután II. Nagy Håkon király hatalma szemmel láthatóan meggyengült. Egy leendő szövetségesi rendszer kiépítésének részeként 994-ben szövetségre lépett I. Villásszakállú Svend dán királlyal. Ezzel nagyjából egy időben – noha már jóval korábban, a novgorodi udvarban megismerkedett a jézusi tanokkal – felvette a keresztséget is (az Angolszász krónika szerint 994-ben). Pragmatikus döntés volt ez a részéről: az Európában az idő tájt kikristályosodó változások nyomán felismerte, hogy uralma csakis egy keresztény ország élén lehet biztosított. Ugyanakkor továbbra is ragaszkodott a viking hagyományokhoz, kíséretében mágusok és madárjósok egyaránt éltek, s a krónikák szerint spirituális értelemben nem, csak politikai vonatkozásban tette magáévá a kereszténységet.
Viking harcosokból és angliai szerzetesekből álló kíséretével hajózott ki Norvégia felé, s az Orkney-szigetek érintésével ért partot a Hardanger-fjord bejáratánál (feltehetően már 995-ben). Embereivel gyors menetben innen indult észak felé, II. Håkon ellen. Nagyobb ellenállásba sehol nem ütköztek, az útjukba kerülő törzsek és falvak sorra behódoltak Olafnak. Håkon és udvartartása elmenekült a trónkövetelő elől, s 995-ben a norvégok nemzetgyűlésén (Thing) Olafot királlyá kiáltották ki. A trónfosztott Håkon röviddel ez után meghalt, a krónikák szerint saját bizalmi embere, Kark végzett vele. Királlyá választásának színhelyén Olaf 997-ben Kaupangen néven várost alapított, amelyet székhelyévé tett, és amely később Nidaros, végül Trondheim néven lett ismert.

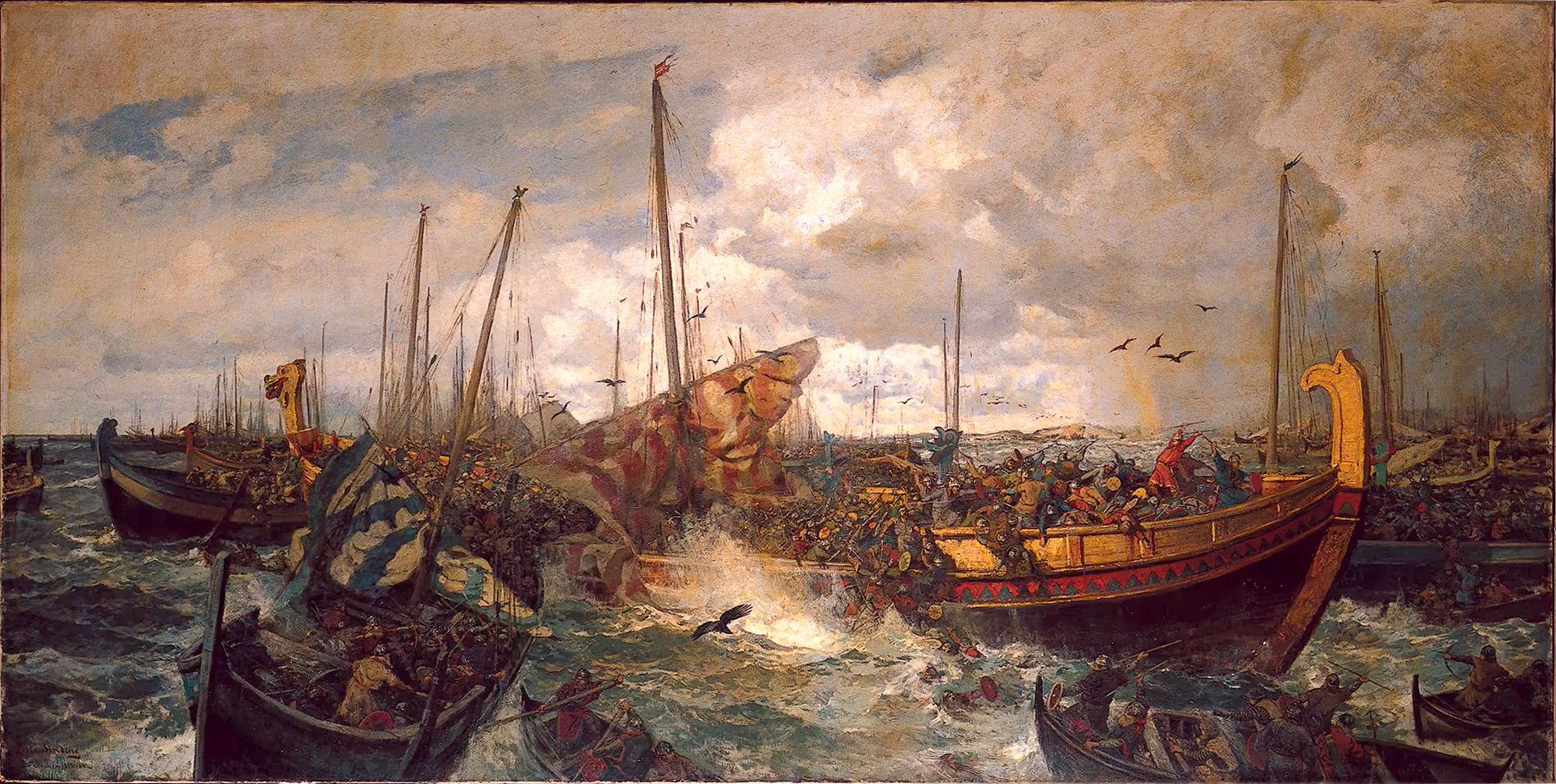
A svoldi ütközet Otto Sinding festményén

Olaf ötéves uralkodásának részletei a múlt ködébe vesznek. Királyként fő célkitűzése az uralma alatt álló vikingeket keresztény hitre térítése volt, és ehhez minden eszközt megragadott. Ennek egyik kezdeti lépéseként 995-ben megalapította az ország első keresztény templomát. Népének megtérítése azonban nem ment minden nehézség nélkül. Különösen az ország nyugati régióiban, Rogalandban és Trøndelagban ütközött szívós ellenállásba a királyi akarat, s a gyakran erőszakos térítés az alattvalók fegyveres ellenállásához vezetett. A belső ellenségeken kívül a szomszédos hatalmak is Norvégia ellen fordultak: a svéd III. (Kincses) Olaf és a dán I. (Villásszakállú) Svend szövetségre léptek egymással, s sereget indítottak Olaf ellen. Végül a mai Helsingborg partjainál csaptak össze a szemben álló hajóhadak. A svoldi tengeri ütközet néven a történelembe bevonult harc során a nagy túlerő felmorzsolta a norvég flottát, s maga Olaf a tengerbe vetette magát.